# Aeroportul Bacolod-Silay
Aeroportul Bacolod-Silay (în {{Paliparang Pandaigdig ng Bacolod-Silay}}) (IATA: BCD, ICAO: RPVB) este un aeroport din Negros Occidental⁠(d), Western Visayas⁠(d), Filipine ce deservește zona Bacolod⁠(d). Aeroportul a fost tranzitat în 2022 de 1.322.149 de pasageri. A fost numit după Silay⁠(d).
Situat la o altitudine de 8 m, aeroportul dispune de 1 pistă. Este operat de Civil Aviation Authority of the Philippines⁠(d).

## Infrastructură

### Piste
Aeroportul dispune de o singură pistă. Pista are orientarea 4/22.